# Атогия-да-Балея
Атоги́я-да-Бале́я (порт. Atouguia da Baleia) — район (фрегезия) в Португалии, входит в округ Лейрия. Является составной частью муниципалитета Пенише. По старому административному делению входил в провинцию Эштремадура. Входит в экономико-статистический субрегион Оэште, который входит в Центральный регион. Население составляет 7988 человек на 2001 год. Занимает площадь 46,04 км².
Покровителем района считается Сан-Леонарду-ди-Ноблат (порт. São Leonardo de Noblat).